# Hal Koerner
Hal Koerner est un traileur américain né le 23 janvier 1976 à Ashland. Il a notamment remporté la Bear 100 Mile Endurance Run de 1999 à 2003 inclus, l'Angeles Crest 100 Mile Endurance Run en 2006 et 2008, la Western States Endurance Run en 2007 et 2009, la Lake Sonoma 50 et la Canadian Death Race en 2010, la Javelina Jundred en 2011 et 2013 ainsi que Hardrock 100 en 2012.

## Résultats
| no  | masculin           | Course                                | Longueur | Départ            | Temps            |
| --- | ------------------ | ------------------------------------- | -------- | ----------------- | ---------------- |
| 1re | Médaille d'or      | Bear 100 Mile Endurance Run           | 100 mi   | 24 septembre 1999 | 25 h 04 min 44 s |
| 1er | Médaille d'or      | Bear 100 Mile Endurance Run           | 100 mi   | 29 septembre 2000 | 23 h 29 min 00 s |
| 2e  | Médaille d'argent  | American River 50 Mile Endurance Run  | 50 mi    | 7 avril 2001      | 06 h 35 min 54 s |
| 2e  | Médaille d'argent  | Leadville Trail 100                   | 100 mi   | 18 août 2001      | 18 h 35 min 32 s |
| 1er | Médaille d'or      | Bear 100 Mile Endurance Run           | 100 mi   | 28 septembre 2001 | 21 h 49 min 26 s |
| 3e  | Médaille de bronze | Miwok 100K Trail Race                 | 100 km   | 4 mai 2002        | 08 h 53 min 48 s |
| 1er | Médaille d'or      | Bear 100 Mile Endurance Run           | 100 mi   | 27 septembre 2002 | 21 h 00 min 17 s |
| 2e  | Médaille d'argent  | Miwok 100K Trail Race                 | 100 km   | 3 mai 2003        | 09 h 18 min 40 s |
| 2e  | Médaille d'argent  | Leadville Trail 100                   | 100 mi   | 16 août 2003      | 19 h 09 min 46 s |
| 1er | Médaille d'or      | Bear 100 Mile Endurance Run           | 100 mi   | 26 septembre 2003 | 19 h 51 min 11 s |
| 3e  | Médaille de bronze | Western States 100-Mile Endurance Run | 100 mi   | 26 juin 2004      | 17 h 17 min 16 s |
| 3e  | Médaille de bronze | Hardrock 100                          | 100 mi   | 9 juillet 2005    | 31 h 29 min 27 s |
| 3e  | Médaille de bronze | San Diego 100                         | 100 mi   | 22 octobre 2005   | 17 h 52 min 28 s |
| 1er | Médaille d'or      | Angeles Crest 100 Mile Endurance Run  | 100 mi   | 16 septembre 2006 | 18 h 37 min 48 s |
| 3e  | Médaille de bronze | JFK 50 Mile                           | 50 mi    | 18 novembre 2006  | 06 h 19 min 52 s |
| 1er | Médaille d'or      | Western States 100-Mile Endurance Run | 100 mi   | 23 juin 2007      | 16 h 12 min 16 s |
| 1er | Médaille d'or      | Angeles Crest 100 Mile Endurance Run  | 100 mi   | 13 septembre 2008 | 18 h 29 min 26 s |
| 1er | Médaille d'or      | Western States 100-Mile Endurance Run | 100 mi   | 27 juin 2009      | 16 h 24 min 55 s |
| 1er | Médaille d'or      | Lake Sonoma 50                        | 50 mi    | 27 mars 2010      | 07 h 08 min 20 s |
| 2e  | Médaille d'argent  | Miwok 100K Trail Race                 | 100 km   | 1er mai 2010      | 08 h 20 min 45 s |
| 3e  | Médaille de bronze | Miwok 100K Trail Race                 | 100 km   | 7 mai 2011        | 08 h 06 min 55 s |
| 1er | Médaille d'or      | Javelina Jundred                      | 100 mi   | 12 novembre 2011  | 13 h 47 min 43 s |
| 1er | Médaille d'or      | Hardrock 100                          | 100 mi   | 13 juillet 2012   | 24 h 50 min 00 s |
| 2e  | Médaille d'argent  | Javelina Jundred                      | 100 mi   | 27 octobre 2012   | 15 h 33 min 08 s |
| 1er | Médaille d'or      | Javelina Jundred                      | 100 mi   | 26 octobre 2013   | 14 h 56 min 53 s |